# 김형석 (공무원)
김형석(金炯錫, 1965년 12월 22일 ~ , 전라남도 순천시)은 대한민국의 공무원이다.

## 학력
- 1981~1984 순천고등학교 졸업
- 서울대학교 인문대학 영어영문학 학사
- 서울대학교 행정대학원 행정학 석사
- 경기대학교 정치전문대학원 북한학 박사

## 경력
- 1989.04 제32회 행정고시 합격
- 통일부 인도지원국 서기관
- 통일부 기획관리실 정보화담당관
- 한반도에너지개발기구 KEDO 파견
- 2005.04 통일부 통일정책실 정책총괄과장
- 2007.08 통일부 남북경제협력본부 경협기획관
- 2008.03 대통령실 통일비서관실 선임행정관
- 2011.03~2011.12 통일부 정세분석국 국장
- 2011.12~2013.10 통일부 대변인
- 2013.10 통일부 북한이탈주민정착지원사무소 소장 직무대리
- 2013.10~2014.12 남북회담본부 상근회담대표
- 새누리당 정책위원회 수석전문위원
- 2015.04~2016.06 대통령비서실 외교안보수석비서관실 통일비서관
- 2016.06~2017.05 통일부 차관
- 2017~ 대진대학교 객원교수
- 2020~2023 남북사회통합연구원 이사장
- 2021~ 대한체육회 남북체육교류위원장
- 2024.04~ 국민의힘 순천시·광양시·곡성군·구례군 갑 당협위원장
- 2024.09~2024.12 국민의힘 통일위원장
- 2025.05~2025.06: 제21대 대통령 선거 국민의힘 김문수 대통령 후보 통일외교위원회 공동위원장

| 전임 황부기 | 제23대 통일부 차관 2016년 6월 8일~2017년 5월 31일 | 후임 천해성 |